# David Tati
David Octavio Tati Díaz (Santiago, Chile, 6 de junio de 2002) es un futbolista profesional chileno. Juega de lateral derecho actualmente en Deportes Linares de la Segunda División de Chile.

## Trayectoria
Comenzó su carrera en las inferiores de Colo-Colo el año 2019, fue citado por el técnico Gustavo Quinteros para el partido válido por el torneo de Primera División 2020 ante Unión Española, estando en la banca sin ver minutos. 
Durante 2021 fue cedido a Universidad de Concepción, club en donde logró debutar profesionalmente y obtener continuidad. Tras el término de la temporada, regresa del préstamo hacia Colo-Colo, para ser cedido nuevamente hacia Deportes Temuco durante la temporada 2022.
En diciembre de 2022, es anunciada una nueva cesión, esta vez a Deportes Copiapó de la Primera División.

## Selección nacional
Representó a Chile en la categoría sub-17 mediante la Chile Sub-17 en el Sudamericano Sub-17 de 2019 y en la Mundial Sub-17 de 2019 jugando un total de 11 partidos y anotando 2 goles, dándose a conocer como un "defensa goleador".

#### Participaciones en Sudamericanos
| Competencia                 | Sede | Resultado  | PJ | Goles |
| --------------------------- | ---- | ---------- | -- | ----- |
| Sudamericano Sub-17 de 2019 | Perú | Subcampeón | 9  | 1     |

#### Participaciones en Copas del Mundo
| Mundial                     | Sede   | Resultado        | Partidos | Goles |
| --------------------------- | ------ | ---------------- | -------- | ----- |
| Copa Mundial Sub-17 de 2019 | Brasil | Octavos de final | 2        | 1     |

## Estadísticas

### Clubes
Actualizado al último partido disputado el 2 de noviembre de 2022. Resaltadas temporadas en calidad de cesión.
| Club                              | Div.          | Temporada     | Liga  | Liga  | Copas nacionales | Copas nacionales | Torneos internacionales | Torneos internacionales | Total | Total |
| Club                              | Div.          | Temporada     | Part. | Goles | Part.            | Goles            | Part.                   | Goles                   | Part. | Goles |
| --------------------------------- | ------------- | ------------- | ----- | ----- | ---------------- | ---------------- | ----------------------- | ----------------------- | ----- | ----- |
| Colo-Colo · Chile                 | 1.ª           | 2019          | —     | —     | —                | —                | —                       | —                       | 0     | 0     |
| Colo-Colo · Chile                 | Total club    | Total club    | 0     | 0     | 0                | 0                | 0                       | 0                       | 0     | 0     |
| Universidad de Concepción · Chile | 2.ª           | 2020          | 18    | 0     | —                | —                | —                       | —                       | 18    | 0     |
| Universidad de Concepción · Chile | Total club    | Total club    | 18    | 0     | 0                | 0                | 0                       | 0                       | 18    | 0     |
| Deportes Temuco · Chile           | 2.ª           | 2022          | 21    | 0     | 3                | 0                | —                       | —                       | 24    | 0     |
| Deportes Temuco · Chile           | Total club    | Total club    | 21    | 0     | 3                | 0                | 0                       | 0                       | 42    | 0     |
| Deportes Copiapó · Chile          | 1.ª           | 2023          | 0     | 0     | 0                | 0                | —                       | —                       | 7     | 0     |
| Deportes Copiapó · Chile          | Total club    | Total club    | 0     | 0     | 0                | 0                | 0                       | 0                       | 0     | 0     |
| Total carrera                     | Total carrera | Total carrera | 39    | 0     | 3                | 0                | 0                       | 0                       | 42    | 0     |
| 1.                                |               |               |       |       |                  |                  |                         |                         |       |       |

### Resumen estadístico
| Competición      | Partidos | Goles |
| ---------------- | -------- | ----- |
| Primera División | 0        | 0     |
| Primera B        | 39       | 0     |
| Copa Chile       | 3        | 0     |
| Total            | 42       | 0     |